# Велике Мишкіно
Велике Ми́шкіно (рос. Большое Мышкино) — присілок у складі Слободського району Кіровської області, Росія. Входить до складу Бобінського сільського поселення.
Населення становить 2 особи (2010).